# Heywood
Koordinaten: 53° 36′ N, 2° 14′ W
Heywood ist eine Stadt zwischen Bury und Rochdale in Greater Manchester in Nordwestengland mit 28.000 Einwohnern (Census 2001). Die Stadt gehört zum Metropolitan County Greater Manchester bzw. zum Verwaltungssitz des Metropolitan Borough of Rochdale und wird zum Wahlkreis „Heywood and Middleton“ für das  britische Parlament gezählt.
Heywood liegt an der Autobahn M66 und ist per Bahn durch die East Lancashire Railway zu erreichen, wobei die Bahnlinie eher eine Touristenattraktion ist.
Der Name des Ortes geht auf einen gewissen Piers Ewood zurück, der um 1164 in dem gleichnamigen Weiler in Lancashire lebte und ein Vorfahr von Peter Heywood von der Bounty war. 1717 verkauften die Heywoods, die im englischen Bürgerkrieg auf Seiten der Royalisten kämpften und einen Großteil ihres Vermögens verloren, ihren im 13. Jahrhundert errichteten und 1611 umgebauten Stammsitz Heywood Hall an John Starkey of Rochdale. 1960 wurde das Gebäude abgerissen.

## Städtepartnerschaft
Peine in Deutschland, seit 1967.

## Persönlichkeiten
- Die Schauspielerin Julie Goodyear, bekannt geworden durch die Seifenoper Coronation Street, wurde in Heywood geboren und lebt noch heute in der Stadt.
- Die Sängerin Lisa Stansfield (* 1966) wurde in Heywood geboren.
- Der Fußballspieler David Cross (* 1950) stammt aus Heywood.
- Die Popband The Mock Turtles wurde in Heywood gegründet.
- Der Fotopionier Roger Fenton (1819–1869) wurde in Heywood geboren.
- Der Fußballtorwart Paul Gerrard (* 1973) wurde in Heywood geboren.